# Karl Böhm
Karl August Leopold Böhm (ur. 28 sierpnia 1894 w Grazu, zm. 14 sierpnia 1981 w Salzburgu) – austriacki dyrygent, znany przede wszystkim z interpretacji dzieł Wolfganga Amadeusa Mozarta i Richarda Straussa.

## Rys biograficzny
Urodzony w rodzinie adwokata, odbył studia prawnicze równocześnie studiując teorię muzyki i fortepian. Karierę jako dyrygent rozpoczął w 1917 roku w rodzinnym Grazu, mimo braku przygotowania zawodowego w tej specjalności. Jednym z przełomów w karierze Böhma było zaproszenie od Bruno Waltera do Monachium. Pierwszą operą, jaką poprowadził w tamtejszym teatrze, była Madame Butterfly Giacomo Pucciniego (28 stycznia 1921 r.). Od 1927 roku objął funkcję generalnego dyrektora muzyki w Darmstadcie, następnie w latach 1931–34 pracował w Hamburgu i od 1934, po usunięciu ze stanowiska Fritza Buscha przez reżym nazistowski, w drezdeńskiej Semperoper. W Dreźnie też zaprzyjaźnił się ze Straussem. 15 października 1938 roku kierował światową prapremierą jego opery Dafne. W latach 1943–45 i 1954–56 szefował Wiener Staatsoper. Jego nazwisko figurowało na Gottbegnadeten-Liste (Lista obdarzonych łaską Bożą w III Rzeszy).
Po wojnie otrzymał dwuletni zakaz dyrygowania, po którym to okresie rozwinęła się jego międzynarodowa kariera. Dyrygował w MET, Londynie, Bayreuth, Salzburgu i na innych scenach.
Kojarzony dzięki doskonałym nagraniom z twórczością Mozarta czy Straussa, Böhm w późniejszym okresie nagrywał także z powodzeniem dzieła Wagnera. Nagrany przez niego z Bayreuther Festspiele Pierścień Nibelunga (1967–1971) bywa wymieniany razem z nagraniami Herberta von Karajana (Berliner Philharmoniker) czy sir Georga Soltiego (Wiener Philharmoniker), wielkim uznaniem cieszy się także jego nagranie wagnerowskiego Tristana i Izoldy, także z Bayreuth. Z równym powodzeniem dyrygował dziełami Verdiego, Beethovena, Brahmsa, Schuberta, Brucknera czy Berga.
Dyrygował najbardziej uznanymi zespołami, takimi jak Filharmonicy Wiedeńscy i Berlińscy, Orkiestrą MET, London Symphony Orchestra. Współpracował z największymi śpiewakami swoich czasów, jak Erich Kunz, Anton Dermota, Birgit Nilsson, Christa Ludwig, Leonie Rysanek, Theo Adam czy Wolfgang Windgassen.
Zmarł w trakcie przygotowań do festiwalu w Salzburgu.
Jego synem był Karlheinz Böhm, austriacki aktor, a wnuczką Katharina Böhm – aktorka, córka Barbary Kwiatkowskiej-Lass.

## Odznaczenia
- 1943 – Krzyż Zasługi Wojennej[1]
- 1958 – Wielka Srebrna Odznaka Honorowa za Zasługi dla Republiki Austrii[2]
- 1960 – Wielki Krzyż Zasługi Orderu Zasługi Republiki Federalnej Niemiec[2]
- 1970 – Odznaka Honorowa za Naukę i Sztukę[2]
- 1976 – Krzyż Komandorski Legii Honorowej[2]